# Haiweeita
La haiweeita, también conocida como ranquilita, es un mineral raro de uranio del grupo de los nesosilicatos, descubierto en 1959 en Haiwee Reservoir, Distrito Coso (New Coso), montañas Coso (Coso Range), condado de Inyo, California, Estados Unidos, al que debe su nombre. Fue descrita por Thomas Chester McBurney y Joseph Murdoch.

## Propiedades
La haiweeita ocurre como esferulitas, agregados de cristales fibrosos radiales y aciculares, cubriendo la superficie de otros minerales, como ópalo, albita u otros minerales primarios constituyentes de granitos.
Químicamente es un nesosilicato hidratado de uranio y calcio, de fórmula Ca(UO2)2[Si5O12(OH)2] · 4.5H2O, y que cristaliza en el sistema monoclínico. Su composición química aproximada es (basándose en Ca(UO2)2[Si5O12(OH)2] · 5H2O):
- UO3   = 53,03%
- SiO2 = 33,42%
- CaO = 5,20%
- H2O   = 8,35%

Su alto contenido en uranio (más del 47%) la hace altamente radiactiva. Una esfera de 1 gramo de haiweeita pura emite 85,162 Bq.

## Génesis, paragénesis y ocurrencia
Es un mineral de génesis secundaria, que se origina en la zona de oxidación de los yacimientos de uranio. Aparece asociada a otros minerales de uranio como autunita, meta-autunita, uranofano, uranofano-beta, fosfuranilita (phosphuranylite), 
torbernita, meta-torbernita, chernikovita y ópalo uranífero.
Aparece alojada en superficies de fractura de granito en forma de agregados esferulíticos en Haiwee Reservoir, asociada a Uranofano en riolitas del eoceno en la mina Margaritas #1, Chihuahua, México, junto a turmalina enpegmatitas graníticas en Perus, São Paulo, Brasil, entre otras localidades.

## Galería

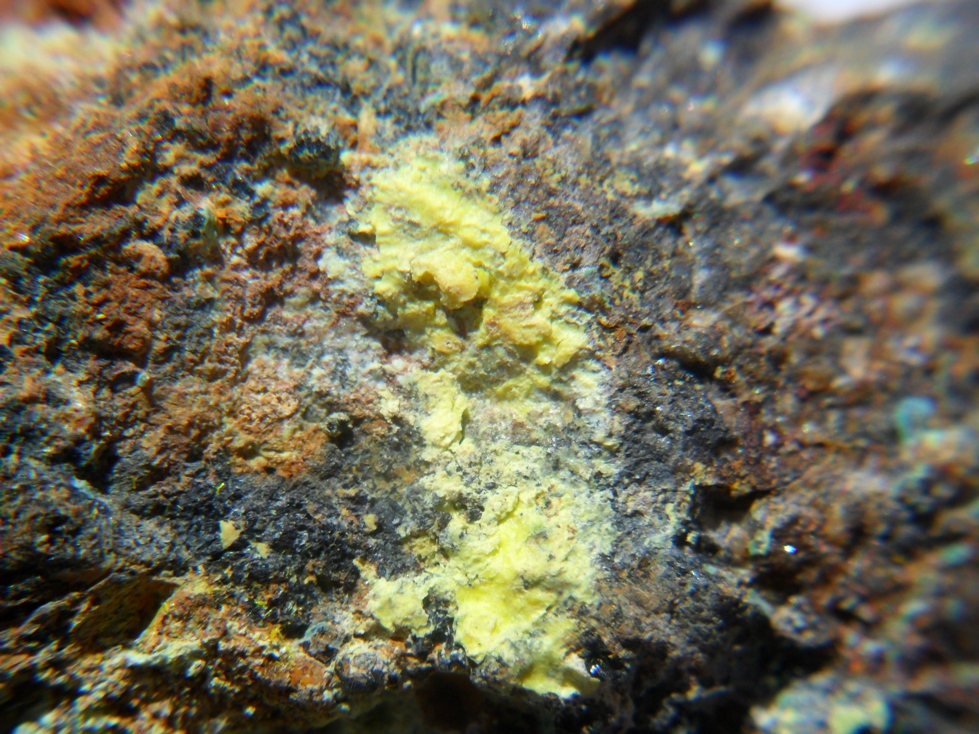
Agregado masivo de Haiweeita.
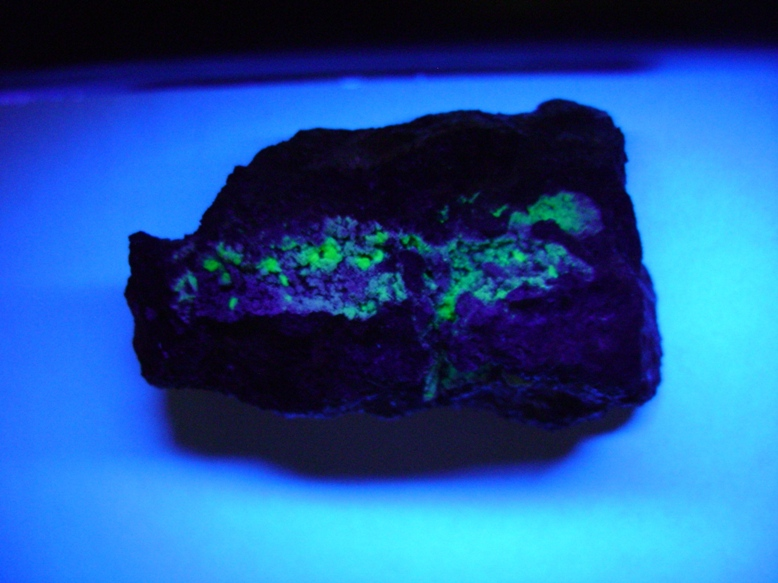
Haiweeita bajo luz ultravioleta.